# Orleanesia richteri
Orleanesia richteri är en orkidéart som beskrevs av Guido Frederico João Pabst. Orleanesia richteri ingår i släktet Orleanesia och familjen orkidéer. Inga underarter finns listade i Catalogue of Life.